# Samuel Igun
Samuel Igun (né le 28 février 1938 à Warri), est un athlète nigérian, spécialiste du saut en hauteur et du triple saut. 

## Carrière
Samuel Igun est médaillé d'or du saut en hauteur et du triple saut aux Jeux africains de 1965 à Brazzaville. Aux Jeux de l'Empire britannique et du Commonwealth de 1966 à Kingston, il est médaillé d'or du triple saut et médaillé d'argent du saut en hauteur. 
Il dispute quatre éditions successives des Jeux olympiques, de 1960 à 1972.

## Palmarès
| Date | Compétition                                     | Lieu        | Résultat | Épreuve          | Temps   |
| ---- | ----------------------------------------------- | ----------- | -------- | ---------------- | ------- |
| 1960 | Jeux olympiques                                 | Rome        | 28e      | Saut en hauteur  | 1,90 m  |
| 1960 | Jeux olympiques                                 | Rome        | 29e      | Triple saut      | 14,74 m |
| 1964 | Jeux olympiques                                 | Tokyo       | 15e      | Saut en hauteur  | 2,06 m  |
| 1965 | Jeux africains                                  | Brazzaville | 1er      | Saut en hauteur  | 2,07 m  |
| 1965 | Jeux africains                                  | Brazzaville | 1er      | Triple saut      | 16,27 m |
| 1966 | Jeux de l'Empire britannique et du Commonwealth | Kingston    | 2e       | Saut en hauteur  | 2,03 m  |
| 1966 | Jeux de l'Empire britannique et du Commonwealth | Kingston    | 1er      | Triple saut      | 16,40 m |
| 1968 | Jeux olympiques                                 | Mexico      | DNS      | Saut en hauteur  | -       |
| 1968 | Jeux olympiques                                 | Mexico      | 28e      | Triple saut      | 15,46 m |
| 1970 | Jeux du Commonwealth britannique                | Edimbourg   | 11e      | Saut en hauteur  | 1,96 m  |
| 1970 | Jeux du Commonwealth britannique                | Edimbourg   | 7e       | Triple saut      | 15,67 m |
| 1972 | Jeux olympiques                                 | Munich      | DNS      | Saut en longueur | -       |
| 1972 | Jeux olympiques                                 | Munich      | 11e      | Triple saut      | 16,03 m |

## Records
| Épreuve         | Marque  | Lieu   | Date             |
| --------------- | ------- | ------ | ---------------- |
| Saut en hauteur | 2,08 m  | Ibadan | 2 mai 1964       |
| Triple saut     | 16,33 m | Munich | 3 septembre 1972 |